# Hey Jude (album des Beatles)
Pour les articles homonymes, voir Hey Jude (homonymie) et Jude.
Albums de The Beatles
Abbey Road
(1969) Let It Be
(1970)
Albums américains
Magical Mystery Tour
(1967) In the Beginning (Circa 1960)
(1970)
Albums français
The Beatles' First
(1969)
Hey Jude est une compilation de singles et de faces B des Beatles, parue le 26 février 1970. Originellement publié partout dans le monde, sauf au Royaume-Uni, il porte le titre The Beatles Again en France.

## Historique
À la suite de la signature du nouveau contrat liant les Beatles et EMI pour les neuf prochaines années et qui interdit dorénavant à sa filiale américaine de modifier le contenu des disques, l'album Sgt. Pepper's Lonely Hearts Club Band est le premier album publié en Amérique par Capitol Records qui soit identique à sa version britannique,. Précédemment, le label américain modifiait la séquence des chansons, rajoutait les pièces parues en singles et, surtout, limitait le nombre de chansons à onze ou douze au lieu de quatorze comme en Angleterre. Par conséquent, en 1966, la discographie américaine comptait onze albums au lieu des sept de la discographie britannique. À partir du moment où les disques furent identiques de part et d'autre de l'Atlantique, plusieurs chansons publiées en 45 tours demeuraient « orphelines ».
En 1967, Capitol obtient tout de même la permission de rajouter les trois singles publiés durant l'année aux six chansons de la trame sonore du téléfilm Magical Mystery Tour, commercialisée en Angleterre en format double E.-P. Cette version 33 tours deviendra, à partir de 1976, la seule édition américaine à intégrer la discographie officielle des Beatles.
Quelques mois avant la publication de Let It Be, le dernier album du groupe, Allen Klein, le nouveau manager des Beatles, fut à l'origine de la création de cette compilation, provisoirement intitulée The Beatles Again, qui incorporait plusieurs autres chansons encore introuvables en format long jeu. Par contre, trois faces B qui n'avaient pas été placées sur des 33-tours seront laissées de côté; I'm Down, Sie liebt dich, la version allemande de She Loves You et The Inner Light, la face B de Lady Madonna.
Trois autres chansons qui n'avaient pas été publiées sur un album de Capitol seront aussi exclues :There's a Place et Misery, tirées du disque Introducing… The Beatles, de l'étiquette Vee-Jay Records, en plus de la face A de leur troisième single, From Me to You ,. Au Canada, Misery se retrouvait sur le 33 tours The Beatles' Long Tall Sally et les deux autres sur Twist and Shout.
Contrairement à l'Angleterre où Parlophone conserva les droits de publier la trame sonore du film A Hard Day's Night, aux États-Unis, la maison de production United Artists s'est vu octroyer le droit de publier les huit chansons du film (et complétera le disque avec les versions orchestrales signées George Martin). Capitol Records, qui détenait aussi les droits des chansons des Beatles, publia le mois suivant le disque Something New. Loin d'être « quelque chose de neuf », cet album reprenait cinq des huit chansons de la trame sonore. Hormis la chanson thème du film, les deux autres chansons, Can't Buy Me Love et I Should Have Known Better, se retrouvent donc sur Hey Jude, pour la première fois sur un 33-tours de Capitol.
En décembre 1969, les mixages stéréo des chansons Lady Madonna, Rain, Hey Jude et Revolution ont été effectués par George Martin et les ingénieurs de son Geoff Emerick et Phil McDonald en vue de la publication de cet album,.

## Parution
Tout juste avant sa sortie, le titre de cette compilation fut changé pour tirer profit du succès de la chanson Hey Jude. C'est pour cette raison que sur quelques éditions, le titre The Beatles Again apparaîtra sur le pli de la pochette ou sur l'étiquette du disque. Ce 33 tours se retrouvera, entre autres, dans les magasins des États-Unis, du Canada, d'Australie, d'Allemagne, de Grèce, du Japon, du Mexique et de plusieurs pays d'Amérique du Sud. Les publications en France et en Espagne maintiendront le titre originel et la chanson The Ballad of John and Yoko sera exclue de cette dernière à cause de la censure du vers qui mentionne que Gibraltar est « près » de ce pays. Très populaire en importation, cet album sera finalement publié en Angleterre, le 11 mai 1979 en complément à la réédition des disques des Beatles réunis dans un boîtier l'année précédente. En effet, aucune chanson du disque Hey Jude ne sera incluse dans la compilation de singles Rarities, le disque bonus de ce boîtier.

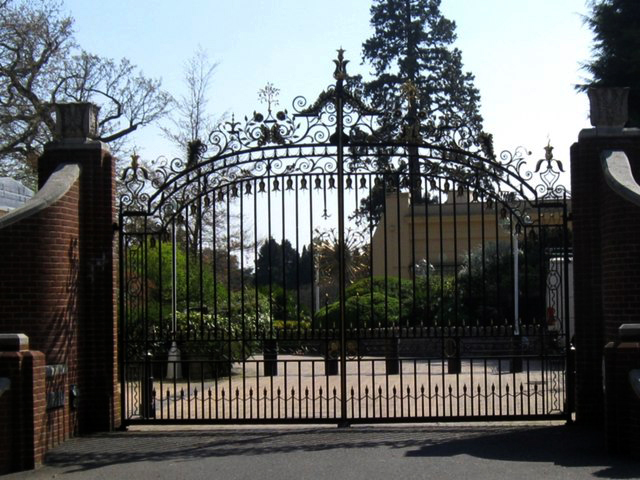
Tittenhurst Park, le domaine de Lennon où les photos du groupe ont été prises.

En 2014, dans la foulée de la commémoration du cinquantième anniversaire de l'arrivée du groupe sur le sol américain, le disque Hey Jude sera édité sur CD dans la collection The U.S. Albums, avec la même mastérisation des pistes effectuée en 2009, mais les chansons étaient déjà toutes disponibles ailleurs. Les deux premières pièces se retrouvent sur le disque A Hard Day's Night, toutes les autres sont maintenant disponibles dans la compilation Past Masters, parue en 1988 et rééditée en 2009, qui regroupe toutes les chansons qui n'étaient pas présentes sur les 33-tours britanniques.
Les photos de la pochette de l'album, issues de la dernière séance photo du groupe, sont prises le 22 août 1969 par Ethan Russell (en), à Tittenhurst Park, le domaine de Lennon. Sur la couverture, le groupe pose devant la porte du hall d'assemblée victorien, avec un des bustes de pierre portant le chapeau de Harrison. On intègre dans l'imposte une autre photo montrant le groupe sous des cèdres de l'Atlas à port pleureur. Au dos, le groupe est vu devant un muret de pierres près de la maison principale. Plusieurs photographies de cette séance sont intégrées à la pochette intérieure du CD remastérisée en 2009 du disque Abbey Road ou de son remixage de 2019. 
Moins d'un mois après cette séance photo, le 16 ou 17 septembre (la date est incertaine), ce sera la dernière fois que les quatre membres du groupe se retrouveront ensemble dans une même pièce lorsqu'ils seront appelés à une réunion d'affaires très mouvementée.

## Liste des chansons
Toutes ces chansons sont composés par John Lennon et Paul McCartney, sauf mention contraire. Les pièces sont tirées des faces A ou B de 45 tours (représentées par les symboles ƒA ou ƒB), sauf pour les deux premières pièces tirées de l'album britannique A Hard Day's Night.
Face 1
1. Can't Buy Me Love (1964) – 2:19 [n 10]
2. I Should Have Known Better (1964) – 2:39
3. Paperback Writer (1966) – 2:14 ƒA
4. Rain (1966) – 2:58 ƒB
5. Lady Madonna (1968) – 2:14 ƒA[n 11]
6. Revolution (1968) – 3:21 ƒB

Face 2
1. Hey Jude (1968) – 7:06 ƒA
2. Old Brown Shoe (1969) (Harrison) – 3:16 ƒB
3. Don't Let Me Down (1969) – 3:30 ƒB[n 12]
4. The Ballad of John and Yoko (1969) – 2:55 ƒA

## Personnel
Les Beatles
- John Lennon – chant, chœurs, guitare rythmique, guitare solo, harmonica, percussions
- Paul McCartney – chant, chœurs, basse, guitare solo, piano, orgue Hammond, batterie (2.4), percussions
- George Harrison – chant, chœurs, guitare solo, guitare rythmique, basse, orgue Hammond, percussions (sauf sur 2.4)
- Ringo Starr – chœurs, batterie, percussions (sauf sur 2.4)

Musiciens additionnels
- Nicky Hopkins – piano électrique (1.6)
- Billy Preston – piano électrique (2.3)
- Ronnie Scott et Bill Povey – saxophone ténor (1.5)
- Harry Klein et Bill Jackman – saxophone baryton (1.5)